# Laurien Leurink

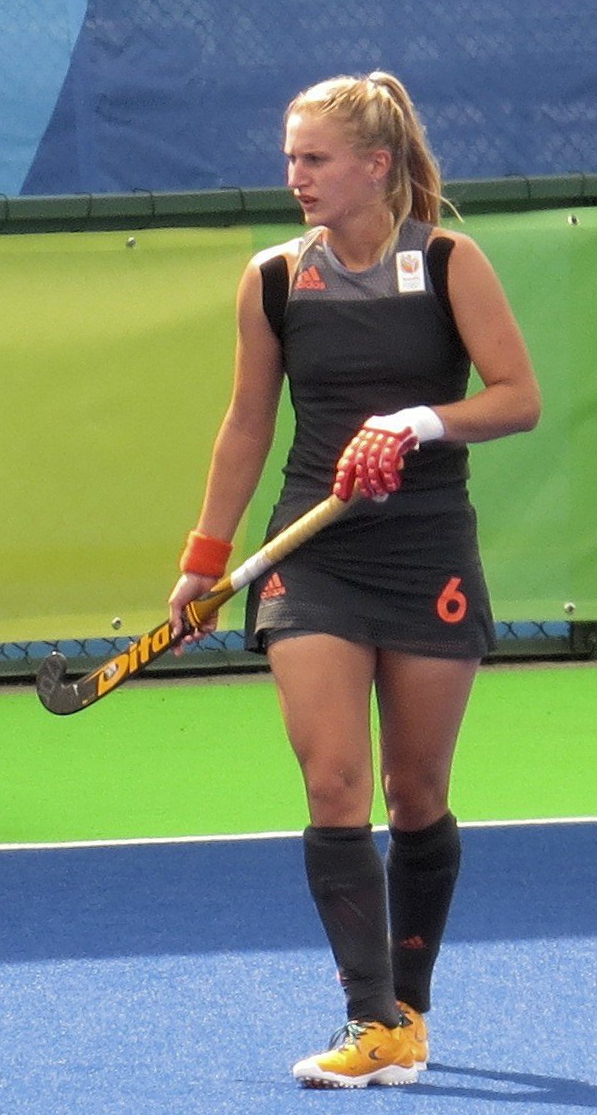
Laurien Leurink (2016)

Laurien Leurink (* 13. November 1994 in Utrecht) ist eine niederländische Hockeyspielerin. Sie gewann 2016 die olympische Silbermedaille, 2021 die olympische Goldmedaille, war Weltmeisterin 2018 und 2022 sowie Europameisterin 2017, 2019 und 2021.

## Leben
Die 1,73 m große Mittelfeldspielerin debütierte 2015 in der Nationalmannschaft. Sie bestritt 133 Länderspiele, in denen sie 29 Tore erzielte.(Stand 17. Juli 2022) Zuvor hatte sie bereits 18 Länderspiele in der Halle bestritten.
Bereits 2014 gewann Leurink den Titel bei der Hallenhockey-Europameisterschaft in Prag. Im Jahr darauf siegte sie mit der niederländischen Mannschaft bei der Hallenhockey-Weltmeisterschaft 2015 in Leipzig. Im Finale gegen die deutschen Damen stand es nach der regulären Spielzeit 1:1, Laurien Leurink erzielte den einzigen Treffer im Shootout.
Leurinks erstes großes Turnier im Feldhockey waren die Olympischen Spiele 2016 in Rio de Janeiro, dort gewannen die Niederländerinnen ihre Vorrundengruppe vor den Neuseeländerinnen. Nach einem 3:2 gegen die argentinische Mannschaft im Viertelfinale und einem Halbfinalsieg nach Penaltyschießen gegen die Deutschen trafen die Niederländerinnen im Finale auf die britische Mannschaft und unterlagen im Penaltyschießen. 2017 siegten die Niederländerinnen bei der Europameisterschaft in Amstelveen. Im Jahr darauf fand die Weltmeisterschaft in London statt. Die Niederländerinnen gewannen ihre Vorrundengruppe und bezwangen im Viertelfinale die Engländerinnen. Nach einem Halbfinalsieg im Siebenmeterschießen gegen Australien trafen die Niederländerinnen im Finale auf die irische Mannschaft. Die Niederländerinnen gewannen das Finale mit 6:0. Laurien Leurink erzielte im Turnierverlauf drei Treffer, darunter einen im Viertelfinale. 2019 verteidigten die Niederländerinnen ihren Europameistertitel bei der Europameisterschaft in Antwerpen. Auch bei der Europameisterschaft 2021 in Amstelveen siegten die Niederländerinnen im Finale gegen die deutsche Mannschaft. Bei den Olympischen Spielen in Tokio gewannen die Niederländerinnen alle acht Spiele, im Finale bezwangen sie die Argentinierinnen mit 3:1.
Ein Jahr später bei der Weltmeisterschaft 2022 war Leurink in allen sechs Spielen dabei. Im Halbfinale gewann die Mannschaft mit 1:0 gegen die Australierinnen. Im Finale siegten die Niederländerinnen mit 3:1 gegen Argentinien.
Laurien Leurink begann ihre Karriere beim SV Kampong, wechselte dann zum Larensche Mixed Hockey Club und spielt 2021 für den Stichtse Cricket en Hockey Club.